# Макдугалл, Александр
Александр Макдугалл (гэльск. Alasdair Mac Dughall; ум. 1310) — правитель Аргайла (ок. 1270 — 1299) из рода Макдугалл, один из главных противников Роберта Брюса в ходе войны за независимость Шотландии.
Александр был сыном Юэна, короля Островов и правителя Аргайла, который одним из первых монархов западного побережья перешёл на сторону шотландского короля. После смерти отца Александр унаследовал его владения в Лорне и на островах Лисмор, Малл, Колл, Джура и Тайри. В шотландских источниках того времени от именуется «Александр, правитель Аргайла» (старо-фр. de Ergadia), отказавшись от титула короля, который носил его отец.
Александр сделал ставку на короля Шотландии. Хотя он никогда не пытался добиться независимости своих земель, с помощью центральной власти он стремился расширить свои владения за счёт других кланов западного побережья. Уже в 1275 году Александр возглавил шотландские силы, направленные на остров Мэн для подавления там сепаратистского движения. В 1293 году территория королевства Островов была разделена на три шерифства: Скай, Лорн и Кинтайр. Александр стал шерифом Лорна, причём его полномочия в судебно-административной сфере расширились на земли от Арднамурхана до Напдейла. Именно Александр Макдугалл стал главной опорой центральной власти в западных регионах страны. Он отвечал за поддержание порядка, оборону, осуществление судебной власти и сбор налогов и феодальных повинностей в пользу короля. Под руководством Александра в Аргайл и на Гебриды стали быстро проникать феодальные отношения. Прочность власти Александра в Аргайле способствовала экономическому развитию региона. Именно к его правлению относятся сведения о торговле Аргайла с Ирландией и западной Англией и о работе верфей в Кинтайле.
Александр женился на дочери Джона Комина, что определило поддержку Макдугаллами партии Коминов—Баллиолей. Макдональды, главные конкуренты Макдугаллов на западном побережье, вступили в союз с Брюсами. В результате традиционная вражда между разными линиями потомков Сомерледа усугубилась общешотландским противостоянием двух политических группировок. Александр Макдугалл участвовал в 1291 году в процессе о наследовании шотландской короны, победу в котором одержал его союзник Иоанн Баллиоль, провозглашённый в 1292 году королём Шотландии. Александр стал одним из наиболее верных сторонников короля, не изменив тому даже после конфликта Баллиоля с Англией. Когда в 1296 году английские войска завоевали Шотландию, Александр, хоть и признал власть Эдуарда I Плантагенета, продолжил сопротивление: его войска атаковали земли сторонников англичан (кланы Макдональд и Кэмпбелл). Но в 1301 году Александр был вынужден прекратить военные действия и вернуться под власть английского короля. Ему удалось восстановить свои позиции и заручиться доверием Эдуарда I.
Убийство Робертом Брюсом 10 февраля 1306 года Джона Комина полностью изменило политическую ситуацию в стране. Брюс и его сторонники (в частности, Макдональды) выступили против Англии и возглавили национальное движение за независимость. Комины были вынуждены пойти на союз с Англией. Александр Макдугалл, долгое время боровшийся с англичанами, в 1306 году оказался на их стороне против Роберта Брюса и Макдональдов. В борьбе с Брюсами первоначально Макдугаллам сопутствовала удача: в 1306 году они одержали победу в битве при Дэрлае, заставив короля Роберта бежать из страны. Однако уже в 1307 году Брюс вернулся и возглавил войну за независимость Шотландии. В сражении на Брандерском перевале в 1308 году отряды Макдугаллов были разбиты. Александр был вынужден укрыться в замке Данстаффнидж. В 1309 году замок капитулировал перед армией Роберта Брюса, Александр бежал в Ирландию.
Изгнание Александра означало крах власти Макдугаллов на западном побережье. Их владения были конфискованы королём и разделены между сторонниками Роберта I — Макдональдами и Кэмпбеллами. Александр поселился в Карлайле, живя на пенсион от английского короля, но вскоре скончался, оставив сына Джона, который продолжил борьбу с Робертом Брюсом, но без какого-либо успеха.